# Camellia microcarpa
Camellia microcarpa là một loài thực vật có hoa trong họ Theaceae. Loài này được S.L.Mo mô tả khoa học đầu tiên năm 1986.